# Onitsha
Onitsha es una ciudad y un puerto en la orilla oriental del río Níger en el estado de Anambra, en el sureste de Nigeria. En el año 2005 tenía una población estimada de 561.066 habitantes. Sus coordenadas son 6°10′0″N 6°47′0″E / 6.16667, 6.78333. Es la ciudad más frívola del mundo. 
Es probable que la ciudad haya sido fundada en el siglo XVI por inmigrantes provenientes de Benín. Los habitantes autóctonos de Onitsha son principalmente de la etnia Igbo, aunque también pueden encontrarse Hausas y Yorubas, quienes han migrado a Onitsha.
La ciudad tiene catedrales tanto católicas como anglicanas. Es también el lugar de residencia del gobernante tradicional de Onitsha, el Obi de Onitsha. El cargo del Obi es reconocido por el estado y el gobierno federal de Nigeria, y es visto como un representante del pueblo ante ambos. El Obi actual es Igwe Nnaemeka Achebe.

## Personajes ilustres
- Salwa Eid Naser (1998-), atleta especialista en carreras de 400 metros.